# Pakistan op de Olympische Zomerspelen 1976
Pakistan nam deel aan de Olympische Zomerspelen 1976 in Montréal, Canada. Voor de zesde keer op rij won de hockeyteam een medaille; dit keer brons.

## Medailleoverzicht
| Sport  | Olympiër | Discipline | Medaille |
| ------ | --- | ---------- | -------- |
| Hockey | Abdul Rashid Islahuddin Saleem Sherwani Qamar Zia Munawwaruz Zaman Manzoorul Hasan Arshad Mahmood Akhtar Rasool Iftikhar Syed Arshad Chaudhry Saleem Nazim Hanif Khan Shahnaz Sheikh Samiullah Manzoor Hussain Mudassar Asghar | mannen     | Brons    |

## Deelnemers en resultaten

### Atletiek
| Olympiër        | Onderdeel | Resultaat | Prestatie               |
| --------------- | --------- | --------- | ----------------------- |
| Mohammad Younus | 800m (m)  | 23e       | serie 1: 7de in 1.48,50 |
| Mohammad Siddiq | 1500m (m) | 37e       | serie 5: 9de in 3.45,59 |

### Boksen
| Olympiër       | Onderdeel | Resultaat | Prestatie |
| -------------- | --------- | --------- | --- |
| Mohammad Sadiq | -51kg (m) | 16e       | 1ste ronde: vrij 2de ronde: V van ITA Camputaro: 0-5                                                                      |
| Siraj Din      | -75kg (m) | 5e        | 1ste ronde: W van MEX Arredondo: scheidsrechterlijke beslissing 2de ronde: vrij kwartfinale: V van URS Riskiev: knock-out |

### Gewichtheffen
| Olympiër              | Onderdeel | Resultaat | Prestatie                                                        |
| --------------------- | --------- | --------- | ---------------------------------------------------------------- |
| Mohammad Manzoor      | -56kg (m) | 11e       | trekken: 15de met 95kg stoten: 11de met 130kg totaal: 225kg      |
| Mohammad Arshad Malik | -75kg (m) | 15e       | trekken: 15de met 122,5kg stoten: 14de met 160kg totaal: 282,5kg |

### Hockey
| Olympiër | Onderdeel | Resultaat | Prestatie |
| --- | --------- | --------- | --- |
| Abdul Rashid Islahuddin Saleem Sherwani Qamar Zia Munawwaruz Zaman Manzoorul Hasan Arshad Mahmood Akhtar Rasool Iftikhar Syed Arshad Chaudhry Saleem Nazim Hanif Khan Shahnaz Sheikh Samiullah Manzoor Hussain Mudassar Asghar | mannen    | Brons     | groep A: 1ste W van België: 5-0 G van Spanje: 2-2 W van Bondsrepubliek Duitsland: 4-2 W van Nieuw-Zeeland: 5-2 halve finale: V van Australië: 1-2 bronzen finale: W van Nederland: 3-2 |

| Groep A |                          |             |             |             |             |            |            |            |        |
| #       | Land                     | Wedstrijden | Wedstrijden | Wedstrijden | Wedstrijden | Doelpunten | Doelpunten | Doelpunten | Punten |
| #       | Land                     | G           | W           | G           | V           | V          | T          | Saldo      | Punten |
| 1       | Pakistan                 | 4           | 3           | 1           | 0           | 16         | 6          | +10        | 7      |
| 2       | Nieuw-Zeeland            | 4           | 1           | 2           | 1           | 6          | 8          | -2         | 4      |
| 3       | Spanje                   | 4           | 1           | 2           | 1           | 9          | 7          | +2         | 4      |
| 4       | Bondsrepubliek Duitsland | 4           | 1           | 1           | 2           | 10         | 10         | 0          | 3      |
| 5       | België                   | 4           | 1           | 0           | 3           | 5          | 15         | -10        | 2      |

| Datum          | Ronde    | Plaats    | Land | Score                    | Land |
| -------------- | -------- | --------- | ---- | ------------------------ | ---- |
| Groepsfase     |          |           |      |                          |      |
| 18 juli        | Montréal | Pakistan  | 5-0  | België                   |      |
| 19 juli        | Montréal | Spanje    | 2-2  | Pakistan                 |      |
| 21 juli        | Montréal | Pakistan  | 4-2  | Bondsrepubliek Duitsland |      |
| 24 juli        | Montréal | Pakistan  | 5-2  | Nieuw-Zeeland            |      |
| Halve finale   |          |           |      |                          |      |
| 28 juli        | Montréal | Pakistan  | 1-2  | Australië                |      |
| Bronzen finale |          |           |      |                          |      |
| 30 juli        | Montréal | Nederland | 2-3  | Pakistan                 |      |

### Worstelen
| Olympiër              | Onderdeel   | Resultaat   | Prestatie |
| Vrije stijl           | Vrije stijl | Vrije stijl | Vrije stijl                                                                                                   |
| --------------------- | ----------- | ----------- | --- |
| Allah Ditta           | -57kg (m)   | 18e         | 1ste ronde: V van USA Corso: 8-20 2de ronde: V van JPN Arai: val                                              |
| Muhammad Salah-ud-din | -90kg (m)   | 12e         | 1ste ronde: W van MGL Tserentogtokh: val 2de ronde: V van POL Kurczewski: val 3de ronde: V van FIN Manni: val |

Amerikaanse Maagdeneilanden · Andorra · Antigua en Barbuda · Argentinië · Australië · Bahama's · Barbados · België · Belize · Bermuda · Bolivia · Bondsrepubliek Duitsland · Brazilië · Bulgarije · Canada · Chili · Colombia · Costa Rica · Cuba · Denemarken · Dominicaanse Republiek · Duitse Democratische Republiek · Ecuador · Egypte · Fiji · Filipijnen · Finland · Frankrijk · Griekenland · Groot-Brittannië · Guatemala · Haïti · Honduras · Hongarije · Hongkong · Ierland · IJsland · India · Indonesië · Iran · Israël · Italië · Ivoorkust · Jamaica · Japan · Joegoslavië · Kaaimaneilanden · Kameroen · Koeweit · Libanon · Liechtenstein · Luxemburg · Maleisië · Marokko · Mexico · Monaco · Mongolië · Nederland · Nederlandse Antillen · Nepal · Nicaragua · Nieuw-Zeeland · Noord-Korea · Noorwegen · Oostenrijk · Pakistan · Panama · Papoea-Nieuw-Guinea · Paraguay · Peru · Polen · Portugal · Puerto Rico · Roemenië · San Marino · Saoedi-Arabië · Senegal · Singapore · Sovjet-Unie · Spanje · Suriname · Thailand · Trinidad en Tobago · Tsjecho-Slowakije · Tunesië · Turkije · Uruguay · Venezuela · Verenigde Staten · Zuid-Korea · Zweden · Zwitserland